# Vlada Stošić
Vlada Stošić (Vranje; 31 de enero de 1965) es un exfutbolista serbio.

## Trayectoria
Stosic comenzó su carrera en la cantera del Estrella Roja de Belgrado, club con cuyo primer equipo hizo apariciones esporádicas en las temporadas 84-85 y 85-86. Después comenzó un rosario de cesiones, la primera de ellas al equipo australiano del Footscray JUST, formado por emigrantes yugoslavos, y las siguientes a clubes de su país, concretamente el FK Rad Belgrado y el FK Radnički Niš.
Por fin, en la temporada 88-89 consigue un hueco en la plantilla del Estrella Roja, iniciando un periodo de varias temporadas y tomando participación activa en la Copa de Europa conquistada por los balcánicos en 1991 frente al Olympique de Marsella.
Al final de esa temporada da el salto a España para jugar en Primera con el RCD Mallorca, en el que tiene una participación discreta en su primer año, no pudiendo evitar el descenso a Segunda. En las dos siguientes temporadas, sin embargo, se convierte en indiscutible en el equipo balear, y para el ejercicio 1994-1995 ficha por el Real Betis, club en el que realiza muy buenos números a lo largo de dos campañas.
Inició una tercera, la 1996-1997, pero no disputó ni un solo minuto y emigró al CF Atlante mexicano, para finalizar su carrera en el Vitória FC portugués, donde cuelga las botas en 1999.

### Tras su retirada
En 2010, Vlada Stošić es nombrado director deportivo del Real Betis Balompié. El 22 de diciembre de 2013 y tras un mal inicio de temporada del club verdiblanco, Stosic es destituido de su cargo.

## Internacional
Vlada Stošić disputó un único partido internacional con la selección de fútbol de Yugoslavia, concretamente el 12 de septiembre de 1990, en Belfast, ante la selección de fútbol de Irlanda del Norte.

## Clubes
| Club                      | País       | Periodo   | PJ (G)   |
| ------------------------- | ---------- | --------- | -------- |
| Estrella Roja de Belgrado | Yugoslavia | 1984-1991 | 105 (16) |
| Footscray JUST (cedido)   | Australia  | 1986-1987 | 25 (3)   |
| FK Rad Belgrado (cedido)  | Yugoslavia | 1987      | 5 (0)    |
| FK Radnički Niš (cedido)  | Yugoslavia | 1988      | 16 (6)   |
| RCD Mallorca              | España     | 1992-1994 | 95 (27)  |
| Real Betis Balompié       | España     | 1994-1996 | 72 (7)   |
| CF Atlante                | México     | 1997      | 16 (2)   |
| Vitória FC                | Portugal   | 1997-1999 | 16 (0)   |